# Estoril Open 2001 - Qualificazioni doppio maschile
Le qualificazioni del doppio maschile dell'Estoril Open 2001 sono state un torneo di tennis preliminare per accedere alla fase finale della manifestazione. I vincitori dell'ultimo turno sono entrati di diritto nel tabellone principale. In caso di ritiro di uno o più giocatori aventi diritto a questi sono subentrati i lucky loser, ossia i giocatori che hanno perso nell'ultimo turno ma che avevano una classifica più alta rispetto agli altri partecipanti che avevano comunque perso nel turno finale.
Le qualificazioni del doppio del torneo Estoril Open 2001 prevedevano 4 coppie partecipanti di cui una è entrata nel tabellone principale.

## Teste di serie
1. Emilio Benfele Álvarez /  Michaël Llodra (ultimo turno)

1. Radek Štěpánek /  Michal Tabara (Qualificati)

## Tabellone

### Legenda
| - Q = Qualificato - WC = Wild card - LL = Lucky loser | - ALT = Alternate - SE = Special Exempt - PR = Protected Ranking | - w/o = Walkover - r = Ritirato - d = Squalificato |

|  | Primo turno | Primo turno                                    | Primo turno                           | Primo turno | Primo turno |  |  | Ultimo turno | Ultimo turno                          | Ultimo turno                          | Ultimo turno | Ultimo turno |  |
|  |             |                                                |                                       |             |             |  |  |              |                                       |                                       |              |              |  |
|  | 1           | Emilio Benfele Álvarez Michaël Llodra          | Emilio Benfele Álvarez Michaël Llodra | 6           | 6           |  |  |              |                                       |                                       |              |              |  |
|  |             | Bruno Pedro Miguel Sequeira                    | Bruno Pedro Miguel Sequeira           | 2           | 3           |  |  | 1            | Emilio Benfele Álvarez Michaël Llodra | Emilio Benfele Álvarez Michaël Llodra | 2            | 64           |  |
|  | 2           | Radek Štěpánek Michal Tabara                   | 6                                     | 4           | 7           |  |  | 2            | Radek Štěpánek Michal Tabara          | Radek Štěpánek Michal Tabara          | 6            | 7            |  |
|  |             | Salvador Navarro-Gutierrez Didac Perez-Minarro | 1                                     | 6           | 6(0)        |  |  |              |                                       |                                       |              |              |  |